# ArmaLite AR-15
ArmaLite AR-15 — автомат, выпускавшийся в США с 1959 по 1964. Работает по принципу отвода пороховых газов, имеет переводчик огня, боепитание осуществляется из отъёмных магазинов.
Разработана американским производителем оружия ArmaLite в 1956 году на основе винтовки ArmaLite AR-10. ArmaLite AR-15 была разработана как легкая винтовка, стреляющая новым высокоскоростным, легким патроном малого калибра, позволяющим пехотинцам нести больше боеприпасов.
В 1959 году ArmaLite продала права на AR-15 компании Colt из-за финансовых трудностей и ограниченного количества рабочей силы и производственных мощностей. После модификаций (в первую очередь рукоятка заряжания была перемещена из-под ручки для переноски, как у AR-10, в заднюю часть ствольной коробки), Colt переименовал винтовку в Colt 601, однако она по-прежнему носила маркировку ArmaLite из-за договорных обязательств перед компанией ArmaLite/Fairchild Aircraft Co. Colt продавал модернизированную винтовку различным военным службам по всему миру. В итоге она была принята на вооружение вооружёнными силами США в январе 1962 года и декабре 1963 г. получила обозначение M16. Оружие было запущено в производство и эксплуатацию в 1964 г.
Colt продолжал использовать торговую марку AR-15 для своей линейки самозарядных винтовок, известной как Colt AR-15, продаваемой гражданским клиентам и правоохранительным органам. ArmaLite AR-15 является родоначальником множества вариантов винтовок Colt AR-15 и M16.

## История
После Второй мировой войны военные Соединенных Штатов начали искать единую автоматическую винтовку для замены M1 Garand, карабинов M1/M2, M1918 Browning Automatic Rifle, M3 «Grease Gun» и пистолета-пулемёта Томпсона. Тем не менее, результаты ранних экспериментов с автоматическими M1 Garand оказались разочаровывающими. Во время войны в Корее автоматический карабин М2 в значительной степени заменил пистолет-пулемёт на вооружении США и стал наиболее широко используемым вариантом карабина . Однако боевой опыт подсказывал, что патрон .30 Carbine был недостаточно мощным. Американские конструкторы оружия пришли к выводу, что необходим промежуточный патрон, и рекомендовали сконструировать патрон малого калибра с высокой скоростью.
Однако высокопоставленные американские командиры, столкнувшись с фанатичными врагами и испытав серьезные проблемы с логистикой во время Второй мировой войны и войны в Корее, настаивали на разработке единого мощного патрона калибра .30, который мог бы использоваться не только в новой автоматической винтовке, но и в новом едином пулемёте, находящимся в параллельной разработке. Это привело к созданию патрона 7,62×51 мм НАТО.
Затем Армия США начала испытания нескольких винтовок для замены устаревшей M1 Garand. Сконструированные в Спингфилдском арсенале винтовки T44E4 и более тяжелая T44E5 являлись, по-сути, обновленными версиями Garand под новый патрон 7,62 × 51 мм НАТО, в то время как бельгийская Fabrique Nationale представила свою FN FAL как T48. ArmaLite поздно вступила в конкурс, поспешно отправив несколько прототипов винтовок AR-10 осенью 1956 года в Спрингфилдский арсенал для испытаний.
В ArmaLite AR-10 были применены такие инновации, как соосное расположение канала ствола и приклада, новая запатентованная система автоматики с воздействие пороховых газов на затвор, ствольная коробка из кованого алюминиевого сплава и приклад из фенольного композита, что значительно упрощает контроль оружия при автоматическом огне, по сравнению с другими пехотными винтовками того времени. У неё имелись защищённые прицельные приспособления, большой алюминиевый пламегаситель\дульный тормоз, а также регулируемая газоотводная система. Окончательный прототип отличался соединением верхней и нижней частей ствольной коробки шарниром и съёмными штифами, а рукоятка заряжания располагалась сверху ствольной коробки, внутри ручки для переноски. Для винтовки НАТО 1950-х годов калибра 7,62×51 мм AR-10 была невероятно лёгкой: весила всего 6,85 фунта (3,11 кг) без патронов. Первоначальные отзывы испытателей Спрингфилдского арсенала были положительными, и некоторые из них отметили, что AR-10 была лучшей лёгкой автоматической винтовкой, когда-либо испытанной в Арсенале.
В конце концов, Армия США выбрала Т44, которая поступила на вооружение под обозначением M14 и представляла собой усовершенствованный М1 Garand с магазином на 20 патронов и возможностью ведения автоматического огня. США также приняли на вооружение единый пулемет M60. Их партнеры по НАТО приняли на вооружение винтовки FN FAL и HK G3, а также пулемёты FN MAG и Rheinmetall MG3.
Первые столкновения между автоматом Калашникова и М14 произошли в начале войны во Вьетнаме. В отчетах с поля боя указывалось, что M14 была неуправляема при ведении огня очередями и что солдаты не могли нести достаточно боеприпасов, чтобы поддерживать огневое превосходство над AK. В то время как карабин М2 обеспечивал высокую скорострельность, он был недостаточно мощным и в конечном итоге уступал АК. Требовалась замена: что-то среднее между традиционными мощными винтовками, таких как M14, и легким карабином M2.

### Уменьшение ArmaLite AR-10
В результате Армия США была вынуждена повтороно рассмотреть запрос 1957 года генерала Уилларда Г. Ваймана, командующего Континентального командования Армии (CONARC), на разработку автоматической винтовки калибра .223 (5,56 мм) весом 6 фунтов (2,7 кг) с магазином на 20 патронов. Пуля калибра 5,56 мм должен был пробивать стандартный американский шлем M1 на расстоянии 500 ярдов (460 метров) и сохранить скорость, превышающую скорость звука, при этом сравнявшись или превысив поражающую способность патрона .30 Carbine. Этот запрос в конечном итоге привел к разработке уменьшенной версии ArmaLite AR-10, названной винтовкой ArmaLite AR-15.
В 1958 году ArmaLite предоставила для испытаний CONARC десять AR-15 и сто магазинов на 25 патронов. Испытания показали, что группа из пяти-семи человек, вооруженная винтовками AR-15, имела ту же огневую мощь, что и группа из 11 человек, вооруженных M14, а солдаты, вооруженные первой, могли нести в три раза больше боеприпасов, чем те, кто вооружен второй (649 патронов против 220). AR-15 оказалась в три раза более надежной, чем M14. Тем не менее, генерал Максвелл Тейлор, в то время начальник штаба сухопутных войск, «наложил вето» на AR-15 в пользу M14. В 1959 году ArmaLite, разочарованная отсутствием результатов и страдающая от постоянных финансовых трудностей, продала свои права на AR-10 и AR-15 компании Colt.
- Ранняя ArmaLite AR-15 без пламегасителя и магазина
- Ранняя ArmaLite AR-15 без пламегасителя и магазина
- ArmaLite AR-15 с магазином на 25 патронов и пламегасителем

### Эпоха Colt
После приобретения AR-15 компания Colt незамедлительно переработала винтовку, чтобы облегчить её массовое производство. В основу окончательной конструкции ArmaLite были внесены определённые изменения, в частности, рукоятка заряжания была перемещена из-под ручки для переноски, как у более ранней AR-10, в заднюю часть ствольной коробки, как у более поздней M16. Затем Colt переименовал винтовку в «Colt ArmaLite AR-15 Model 01». После показа винтовки в странах Дальнего Востока компания впервые продала данное оружие в Малайю 30 сентября 1959 года. Позже Colt произвела свою первую партию из 300 винтовок Colt ArmaLite AR-15 в декабре 1959 года. Компания продолжила продавать винтовку вооружённым силам по всему миру.
В июле 1960 года генерал Кертис Лемей, в то время заместитель начальника штаба ВВС США, был впечатлён демонстрацией AR-15 и заказал 8500 винтовок. Тем временем Армия США продолжала испытания AR-15, и было обнаружено, что из винтовки с промежуточным патроном калибра .223 (5,56 мм) стрелять намного легче, чем из стандартной винтовки M14 калибра .308 (7,62 мм). В 1961 году во время испытаний на меткость Армия США обнаружила, что 43 % стрелков с AR-15 достигли уровня «Эксперт», в то время как это смогли сделать только 22 % стрелков с винтовками M14. Кроме того, меньший импульс отдачи позволяет вести более контролируемый огонь очередями.
Летом 1961 года генерал Лемей был назначен начальником штаба ВВС США и запросил дополнительно 80 000 AR-15. Однако генерал Максвелл Тейлор, тогдашний председатель Объединенного комитета начальников штабов, который неоднократно конфликтовал с Лемеем, сообщил президенту Джону Ф. Кеннеди, что одновременное использование вооружёнными силами двух разных калибров патронов будет проблематичным, и запрос был отклонён. В октябре 1961 года Уильям Гедель, старший сотрудник управления перспективных исследовательских проектов (УПИП), отправил десять AR-15 в Южный Вьетнам. Винтовки получили положительные отзывы, и в 1962 году были отправлены еще 1000 AR-15. Силы специального назначения Армии США давали крайне позитивные боевые отчёты по AR-15, отмечали останавливающую силу патрона 5,56 мм, и настаивали на ускоренном принятии винтовки на вооружение.
Пуля весом 55 гран, используемая в патроне 5,56 Ball M193, слабо стабилизировалась в полёте из-за применения в стволах большого шага нарезов. Первоначально считалось, что обширные, выводящие из строя раны, наносимые пулями калибра 5,56 мм, были обусловлены мгновенным «кувырком» пули при попадании в цель, вызванным большим шагом нарезов, составлявший 1 оборот на 14 дюймов (360мм). Однако любая остроконечная пуля со свинцовым сердечником будет «кувыркаться» после проникновения в плоть, потому что центр тяжести находится ближе к задней части пули. Серьёзные ранения, наблюдаемые солдатами во Вьетнаме, на самом деле были вызваны фрагментацией пули, которая была вызвана сочетанием её высокой скорости и конструкции.
Однако, несмотря на неопровержимые доказательства того, что AR-15 имеет бо́льшую огневую мощь, чем M14, Армия выступила против принятия на вооружение новой винтовки. У министра обороны США Роберта Макнамара теперь было два противоречащих друг другу мнения: повторные запросы ВВС США (генерала Лемея) на дополнительные AR-15 и отчет УПИП в её пользу против позиции Армии в пользу М14. Даже президент Кеннеди выразил озабоченность, поэтому Макнамара приказал министру Армии Сайрусу Вэнсу провести испытания М14, AR-15 и АК. Армия сообщила, что к службе пригодна только М14, но Вэнс усомнился в беспристрастности тех, кто проводил испытания. Он приказал Генеральному Инспектору Армии изучить методы испытаний; Генеральный Инспектор подтвердил, что испытатели были предвзяты в пользу M14.
В январе 1963 года министр Макнамара получил доклады о том, что производство M14 недостаточно для удовлетворения потребностей вооружённых сил, и приказал прекратить её производство. В то время AR-15 была единственной винтовкой, отвечавшей требованиям «универсального» пехотного оружия для всех родов войск. Макнамара приказал принять его на вооружение, несмотря на получение сообщений о нескольких недостатках, в первую очередь об отсутствии хромирования патронника.
После незначительных доработок, переработанная винтовка была переименована в «Винтовку калибра 5,56 мм, M16». Между тем, Армия уступила и рекомендовала принять на вооружение M16 для боевых действий в джунглях. Тем не менее, Армия настаивала на добавлении досылателя затвора, помогающего запереть затвор в случае, если по какой-либо причине затвор не закрылся до конца и патрон не попал в патронник. ВВС, Colt и Юджин Стоунер считали добавление досылателя неоправданными расходами. В результате пришли к двум вариантам конструкции: M16 для ВВС без него, и «XM16E1» (известная как M16A1) с досылателем затвора для других родов войск.
В ноябре 1963 года Макнамара утвердил заказ Армии США на 85 000 XM16E1, и чтобы успокоить Лемея, был утверждён заказ еще на 19 000 M16 для нужд ВВС. В марте 1964 года винтовка M16 была запущена в серийное производство, и в том же году Армия приняла первую партию из 2129 винтовок, а в следующем — еще 57 240 штук.
Производство Colt ArmaLite AR-15 было прекращено в связи с принятием на вооружение винтовки M16. Большинство автоматов AR-15 на вооружении США были давно модернизированы до варианта «M16». Colt ArmaLite AR-15 также использовался Секретной службой США и другими федеральными службами, силами правопорядка штатов и местными правоохранительными органами США.
Вскоре после того, как вооруженные силы США приняли на вооружение M16, компания Colt представила свою линейку полуавтоматических винтовок Colt AR-15, которые она продает гражданским лицам и правоохранительным органам, продолжая использовать название «AR-15» и по сей день.
- Colt ArmaLite AR-15 Model 01 с магазином на 20 патронов
- Colt ArmaLite AR-15 Model 02 без магазина и новым стволом с шагом нарезов 304 мм (1 оборот на 12 дюймов)
- Ранняя винтовка M16 без досылателя затвора
- Агент секретной службы Джордж Хики с ArmaLite AR-15 Model 01 через несколько мгновений после убийства президента Кеннеди в Далласе 22 ноября 1963 года.

### Colt ArmaLite AR-15 (Model 601 и 602)
Первыми двумя моделями Colt, выпущенными после приобретения винтовки у ArmaLite, были 601 и 602, и эти винтовки во многом были клонами оригинальной ArmaLite (на самом деле, это оружие часто встречалось с клеймом Colt ArmaLite AR-15, Property of the U.S. Government caliber .223, без упоминания того, что это M16).
Модели 601 и 602 практически идентичны более поздней винтовке M16, но не имеют досылателя затвора. Как и у более поздней винтовки M16, рукоятка перезарядки была перенесена из-под ручки для переноски, как у AR-10, в заднюю часть ствольной коробки. Они оснащались цевьями треугольного сечения, цевьё и приклад иногда были зелёного или коричневого цвета. Стойка мушки имела более треугольную форму. Нижняя часть ствольной коробки была плоской, без рельефных поверхностей вокруг шахты магазина. Кнопка затворной задержки не имела рельефной нижней поверхности, а имела скошенную зазубренную поверхность, которую следовало нажимать большим, указательным пальцем или ногтем большого пальца. Переводчик режимов огня также был изменён со схемы «вверх» = «предохранитель», «назад» = «одиночный огонь» и «вперед» = «автоматический огонь» на привычные «вперед» = «предохранитель», «вверх» = «одиночный огонь» и «назад» = «автоматический огонь», как у винтовки M16.

Единственным существенным отличием между моделями 601 и 602 является переход от ствола с четырьмя нарезами с шагом 1:14 дюйма (1:355,6 мм или 64 калибра) к более распространенному варианту с четырьмя нарезами с шагом 1:12 дюйма (1:304,8 мм или 54,8 калибров). Это было сделано в связи с тем, что изначальный шаг нарезов 1:14 дюйма для стабилизации пули весом 55 гран, используемой в патроне 5.56 Ball M193, в неблагоприятных условиях мог вызвать слишком сильное рысканье и привести к потере точности пули из-за её дестабилизации. Переход к шагу нарезов 1:12 дюйма повысил точность стрельбы и был оптимизирован для стабилизации пули M193 Ball и более длинных трассирующих пуль M196.
- Colt ArmaLite AR-15 Model 01 с магазином на 20 патронов, производившаяся с 1959 по 1964 год
- Colt ArmaLite AR-15 Model 02 без магазина и с новым стволом с шагом нарезов 304 мм (1 оборот на 12 дюймов), сделанная в 1964 году

## Конструкция
Ствол запирается поворотом затвора с 7 боевыми упорами, входящими в зацепление с пазами, расположенными в казённом срезе ствола.
Газоотводная система со внутренним поршнем ArmaLite AR-15 была разработана на основе системы ArmaLite AR-10 и впоследствии была использована в винтовке M16. Систему с внутренним поршнем, разработанная Юджином Стоунером, обычно называют системой отвода пороховых газов с воздействием газов непосредственно на затворную раму (англ. direct impingement), однако она отличается от таковой. В патенте США № 2,951,424 конструктор заявляет:

Это изобретение является настоящей газоотводной системой, использующей расширение пороховых газов, в отличие от традиционной системы, использующей давление газовОригинальный текст (англ.)This invention is a true expanding gas system instead of the conventional impinging gas system.

Газоотводная система, затворная рама и конструкция затворной задержки были запатентованы в то время под конкретные типы патронов, поскольку в оружии отсутствовал газовый регулятор или клапан для настройки оружия под различное давление пороховых газов, вызванное использованием различных порохов, пуль и стволов различной длины.
AR-15 — это модульная система оружия. Её легко собирать, модифицировать и ремонтировать, используя несколько простых инструментов и ровную поверхность для работы. Верхняя часть ствольной коробки AR-15 включает в себя цевьё, рукоятку заряжания, газоотводную систему, ствол, затвор и затворную раму. Нижняя часть ствольной коробки включает в себя шахту магазина, пистолетную рукоятку и приклад. В нижней части ствольной коробки также расположены спусковой крючок, разобщитель, курок и переводчик режимов огня (в совокупности образующие ударно-спусковой механизм). Пламегаситель AR-15 имеет три зубца и предназначен для сохранения остроты зрения стрелка ночью за счет подавления вспышки. Ранние модели AR-15 оснащались магазином на 25 патронов. В более поздних моделях AR-15 использовался магазин на 20 патронов с рёбрами жёсткости, напоминавшими поверхность вафли, который был задуман как легкое одноразовое изделие. Поэтому он изготавливался из алюминиевого листа методом штамповки и не был рассчитан на длительную эксплуатацию.
Наиболее характерной эргономической особенностью AR-15 является рукоятка для переноски, объединённая с мушкой, на верхней части ствольной коробки. Это является следствием конструкции, в которой рукоятка для переноски служит для защиты рукоятки заряжания. Длина прицельной линии винтовки AR-15 составляет 500 мм (19,75 дюйма). Прицел AR-15 использует L-образный перекидной диоптрический целик с двумя положениями: от 0 до 300 метров и от 300 до 400 метров. Мушка представляет собой стойку, регулируемую по высоте. Целик регулируется для внесения боковых поправок. Прицельные приспособления регулируются с помощью кончика пули или остроконечного инструмента.

Система Стоунера (AR-15) имеет симметричную конструкцию, обеспечивающую прямолинейное движение подвижных частей. Благодаря этому отдача направлена прямо в заднюю часть. Вместо деталей, приводящих систему в движение, эту функцию выполняют пороховые газы под давлением, что позволяет снизить вес подвижных частей и винтовки в целомОригинальный текст (англ.)The (AR-15's) Stoner system provides a very symmetric design that allows straight line movement of the operating components. This allows recoil forces to drive straight to the rear. Instead of connecting or other mechanical parts driving the system, high pressure gas performs this function, reducing the weight of moving parts and the rifle as a whole

В AR-15 пружина отдачи расположена в прикладе непосредственно за ствольной коробкой и выполняет двойную функцию: возвратной пружины и буфера отдачи. Благодаря тому, что приклад расположен соосно со стволом, уменьшается подброс ствола, особенно при автоматической стрельбе. Поскольку отдача не приводит к значительному смещению точки прицеливания, возможны более быстрые последующие выстрелы и снижается утомляемость стрелка.
- Затвор AR-15. Справа видны боевые упоры
- Затворная рама AR-15
- Упрощённая схема запирания ствола поворотом затвора
- Схема работы газоотводной системы AR-15

## Комментарии
1. 1 2  Оригинальная ArmaLite AR-15 уникальна среди всех винтовок, использующих торговую марку «AR-15», тем, что она имеет переводчик огня и является штурмовой винтовкой. Все остальные винтовки типа AR-15 являются полуавтоматическими и происходят от гражданской версии Colt AR-15.
2. ↑  Префикс AR является аббревиатурой «ArmaLite Rifle».
3. ↑  Британцы до FN FAL ненадолго приняли оружие с промежуточным патроном, винтовку EM-2.